# Nezperce
Nezperce é uma cidade localizada no estado americano de Idaho, no Condado de Lewis.

## Demografia
Segundo o censo americano de 2000, a sua população era de 523 habitantes.
Em 2006, foi estimada uma população de 514, um decréscimo de 9 (-1.7%).

## Geografia
De acordo com o United States Census Bureau tem uma área de
1,1 km², dos quais 1,1 km² cobertos por terra e 0,0 km² cobertos por água. Nezperce localiza-se a aproximadamente 980 m acima do nível do mar.

## Localidades na vizinhança
O diagrama seguinte representa as localidades num raio de 28 km ao redor de Nezperce.